# Lasse Lucidor
Lasse Lucidor ou Lucidor, né Lars Johansson le 6 octobre 1638 à Stockholm et mort dans la même ville le 13 août 1674, est un poète suédois, surnommé « le malchanceux » (den olycklige).

## Biographie
Fils d'un lieutenant de marine, Lasse Lucidor perd jeune ses deux parents et grandit chez son grand-père, en Poméranie suédoise. Il fait ses études à l'Université de Greifswald, puis à l'Université de Leipzig, et séjourne brièvement en France avant de rentrer en Suède en 1662. 
Il est d'abord professeur de langues à Uppsala pendant quelques années, avant de s'installer à Stockholm, où il vit en composant des vers à l'occasion de mariages ou d'enterrements. L'un de ses poèmes, Giljare Kvaal, composé pour un mariage, lui vaut d'être arrêté et emprisonné pour diffamation pendant quelques mois en 1670.
Lucidor est tué en duel par le lieutenant Arvid Christian Storm le 13 août 1674. 
Un recueil de ses poèmes, Helicons blomster, est édité à titre posthume en 1689.